# Toga pretexta

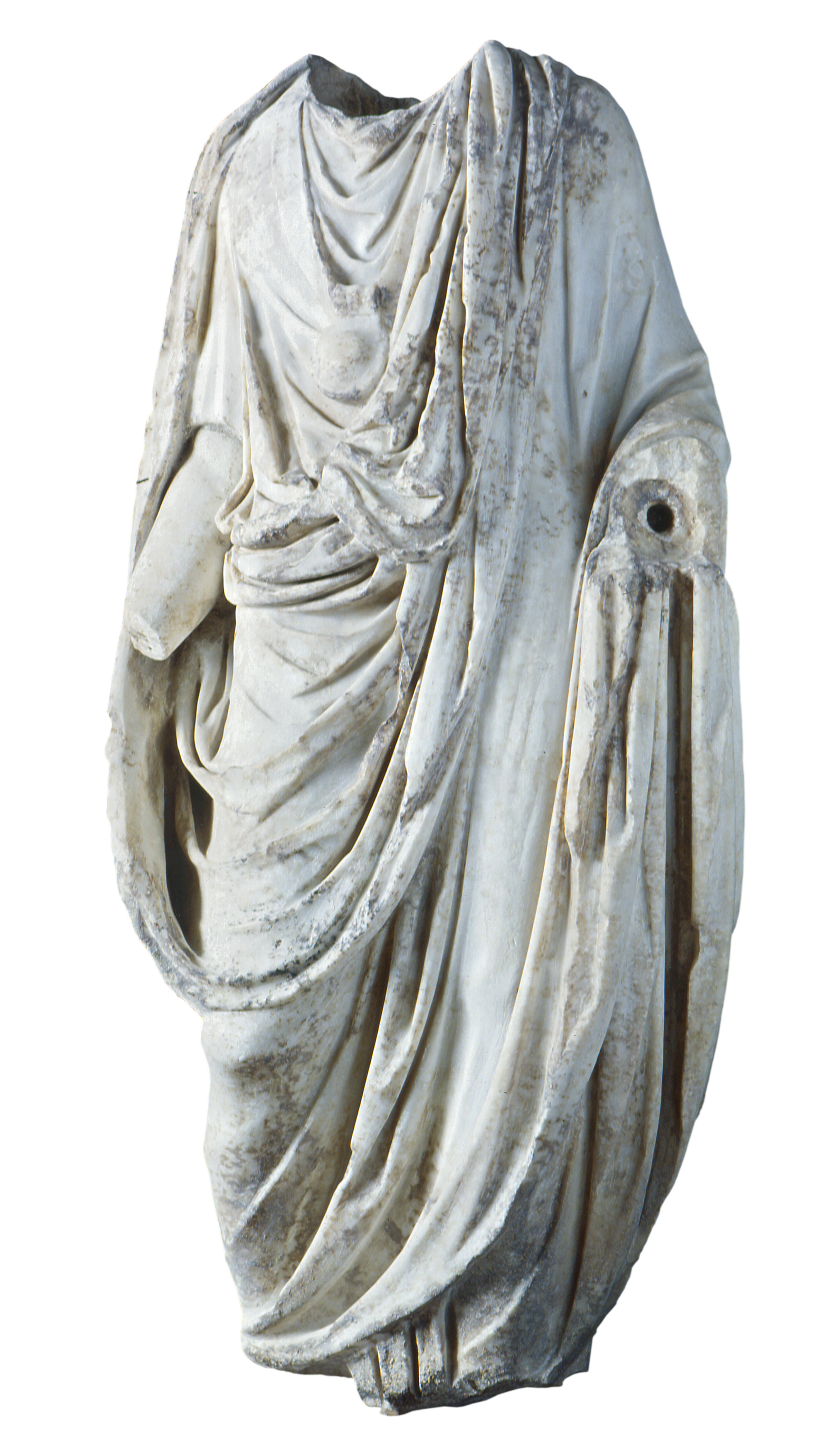
Estàtua d'un jove amb toga pretexta trobat al Fòrum de la Colònia

La toga pretexta (en llatí toga praetexta) era una toga romana que portava una vora de porpra. La portaven i els nois dels dos sexes, i també els magistrats tant a Roma com a les colònies i municipis, els sacerdots i les persones ocupades en ritus sagrats o pregàries.
Els que tenien dret a la toga pretexta tenien el ius togae praetextae habendae, i eren en especial els dictadors, els cònsols, els pretors (que l'havien de portar per condemnar a mort), els àugurs, els decemviri sacris facundis, els edils, els triumvirs epulons, els senadors els dies de festivals, els magistrats dels col·legis i els magistrats dels vicus quan celebraven jocs. No se sap del cert si hi tenien dret els tribuns de la plebs, els censors i els qüestors, encara que sembla que no la podien portar, segons es dedueix de Plutarc. Portar la toga pretexta era una distinció, i enterraven amb aquest vestit a tots els magistrats curuls i als dictadors, diu Titus Livi.
No tots els sacerdots la portaven, només el flamen dialis, els pontífex, els epulons, els àugurs i els germans Arvales. La toga praetexta pulla (negra i porpra) es portava a la celebració d'un funeral, i també per indicar alguna mena de situació privada dolenta, per exemple quan una persona era destituïda del seu càrrec, i en moments de tribulació pública, com una mena de manifestació popular..
La pretexta hauria estat adoptada dels etruscs per Tul·li Hostili, que la va convertir en la vestimenta reial i després va passar als alts magistrats de la república. També Hostili va introduir la toga picta, un mantell de porpra coberta amb brodats d'or. Plini el Vell esmenta la toga regia undulata (brodada amb línies ondulades) que va portar Servi Tul·li, que diu que es conservava al temple de la Fortuna.
Tant la toga pretexta com la toga pulla la va concedir Tarquini Prisc als nois joves (de 14 anys), quan a la guerra mataven un enemic amb les seves mans. Després es va estendre als joves fins a la toga viril la substituïa. Les noies portaven la toga pretexta fins al seu matrimoni.